# Golf van Tonkin
De Golf van Tonkin is een zee tussen China en Vietnam, ongeveer 480 km bij 240 km groot (90.000 km²). Het is een relatief ondiepe zee (60 meter), in het noorden van de Zuid-Chinese Zee. Belangrijke havens aan de golf zijn Beihai in China, en Hải Phòng in Vietnam. Het Chinese eiland Hainan ligt oostelijk van de golf. Het is een belangrijke golf voor de visvangst waar veel Vietnamezen van leven.
- Historisch belangrijk is het Tonkin-incident, dat de Verenigde Staten in de Vietnamoorlog verwikkelde.

## Weerkundig
In de periode van januari tot april doet zich in de Golf van Tonkin het slechtweerverschijnsel van de Crachin voor.